# 艾倫 (密歇根州)
艾倫（英語：Allen）是位於美國密歇根州希爾斯代爾縣艾倫鎮區的一個村。

## 人口
根據2020年美國人口普查的數據，艾倫的面積為0.451平方千米，當中陸地面積為0.451平方千米，而水域面積為0.000平方千米。當地共有人口201人，而人口密度為每平方千米445人。